# Blood on the Dance Floor – HIStory in the Mix
Blood on the Dance Floor – HIStory in the Mix ist ein im Mai 1997 veröffentlichtes Remixalbum des Albums HIStory von Michael Jackson mit zusätzlich fünf bis dahin unbekannten Liedern, von denen zwei im begleitenden Tanzfilm Ghosts zu hören sind. Es gilt als das erfolgreichste Remixalbum aller Zeiten und wurde seinem langjährigen Freund und Inspirator Elton John gewidmet.

## Entstehung
Von Januar bis Mai 1997 pausierte Jacksons HIStory World Tour. Sony Music bat Jackson um die Veröffentlichung von weiterem Material, um die Wiederaufnahme der Welttournee zu bewerben. Dieser schlug eine EP mit fünf bisher unveröffentlichten Tracks vor. Sony Music war vom kommerziellen Potential dieser Idee nicht überzeugt und man einigte sich nach langen Verhandlungen mit dem Künstler letztlich auf ein Remixalbum mit fünf unveröffentlichten Tracks und acht Remixen.
Jackson war stark in das Schreiben, die Komposition und die Produktion des neuen Materials involviert, während die Remixes von anderen Künstlern bearbeitet wurden. Er selbst war kein Fan seiner Remixes, da er eine Abneigung dagegen hatte, seine Lieder so zu verändern, dass sie mit der Grundkomposition kaum noch etwas zu tun haben. Nach seinen Angaben tolerierte er sie lediglich auf Wunsch seines Plattenlabels mit der Begründung, dass Remixes bei den Kids beliebt seien.

## Covergestaltung
Das Albumcover wurde unter Leitung von David Coleman gestaltet. Heraus kam ein 15 Zoll × 15 Zoll (38 cm × 38 cm) großes Öl-Gemälde auf Leinen, gemalt von Will Wilson. Die Stadtlandschaft und die Wolken im Hintergrund wurden von Vincent McEvoy entworfen.
Das Cover zeigt Jackson tanzend mit erhobenem rechten Bein, ausgestreckten Armen, geballten Fäusten und Armbändern an den Armen auf einer halbtransparenten Tanzfläche aus schwarzen und weißen Fliesen vor der Kulisse einer nächtlichen Stadt. Über der Stadt sind markante Wolken zu sehen. Die gesamte Szene ist schwarz umrahmt. Der Schriftzug "Blood on the Dancefloor" ist in roter Schreibschrift, während „HIStory in the Mix“ in weißen Druckbuchstaben geschrieben ist.
Das Gemälde vermischt Tradition und Moderne, Fantasie und Realität und weckt Assoziationen an Repression und Flucht. Die silbernen Armbänder sehen wie Ketten aus, die ihn aber nicht fesseln können; seine Hände sind zu Fäusten geballt. Der karierte Boden, der an klassische amerikanische Jazzhallen erinnert, ist inspiriert von den Bodenfliesen im Kurzfilm Ghosts. Die Silhouette der Stadt erinnert teilweise an die Skyline von Manhattan. Jackson trägt den roten Lederanzug wie im Videoclip zu Blood on the Dance Floor. Der blutrote Schriftzug ähnelt der Schriftart „Brushscript BT“ und erinnert vage an die Schriftart im Videoclip zu Thriller.
Es gibt eine Verschwörungstheorie, wonach Michael Jackson hellseherische Fähigkeiten besaß und das Datum des Anschlags vom 11. September mit dem Cover von Blood on the Dance Floor – HIStory in the Mix vorhergesagt habe. Die Skyline ähnelt Manhattan und die aufsteigenden Wolken im Hintergrund werden von einigen als Staubwolken interpretiert, die beim Einsturz der Zwillingstürme entstanden. Die Position seiner Hände soll auf die Ziffern 9 und 11 eines Ziffernblatts zeigen. Andere behaupten, dass seine Hände auf 8 und 10 deuten, was 8:50 Uhr entspricht – die Zeit, zu der der erste Angriff stattfand (8:46 Uhr). Zusätzlich wird das rote Outfit und der Albumtitel als Symbol für das Blutvergießen der fast 3000 Opfer der Anschläge gedeutet.

## Titelliste
1. Blood on the Dance Floor (4:13)
2. Morphine (6:28)
3. Superfly Sister (6:27)
4. Ghosts (5:08)
5. Is It Scary (5:35)
6. Scream Louder (Flyte Time Remix) (5:30)
7. Money (Fire Island Radio Edit) (4:23)
8. 2 Bad (Refugee Camp Mix) (3:32)
9. Stranger in Moscow (Tee’s In-House Club Mix) (6:54)
10. This Time Around (D.M. Radio Mix) (4:05)
11. Earth Song (Hani’s Club Experience) (7:55)
12. You Are Not Alone (Classic Club Mix) (7:37)
13. HIStory (Tony Moran’s HIStory Lesson) (8:01)

Auf der Vinyl-Version gibt es folgende Unterschiede zur CD-Version: 
- Statt This Time Around D.M. Radio Mix den This Time Around D.M. Mad Club Mix
- Statt You Are Not Alone Classic Club Mix die verkürzte Version desselben.[8]

## Inhalte

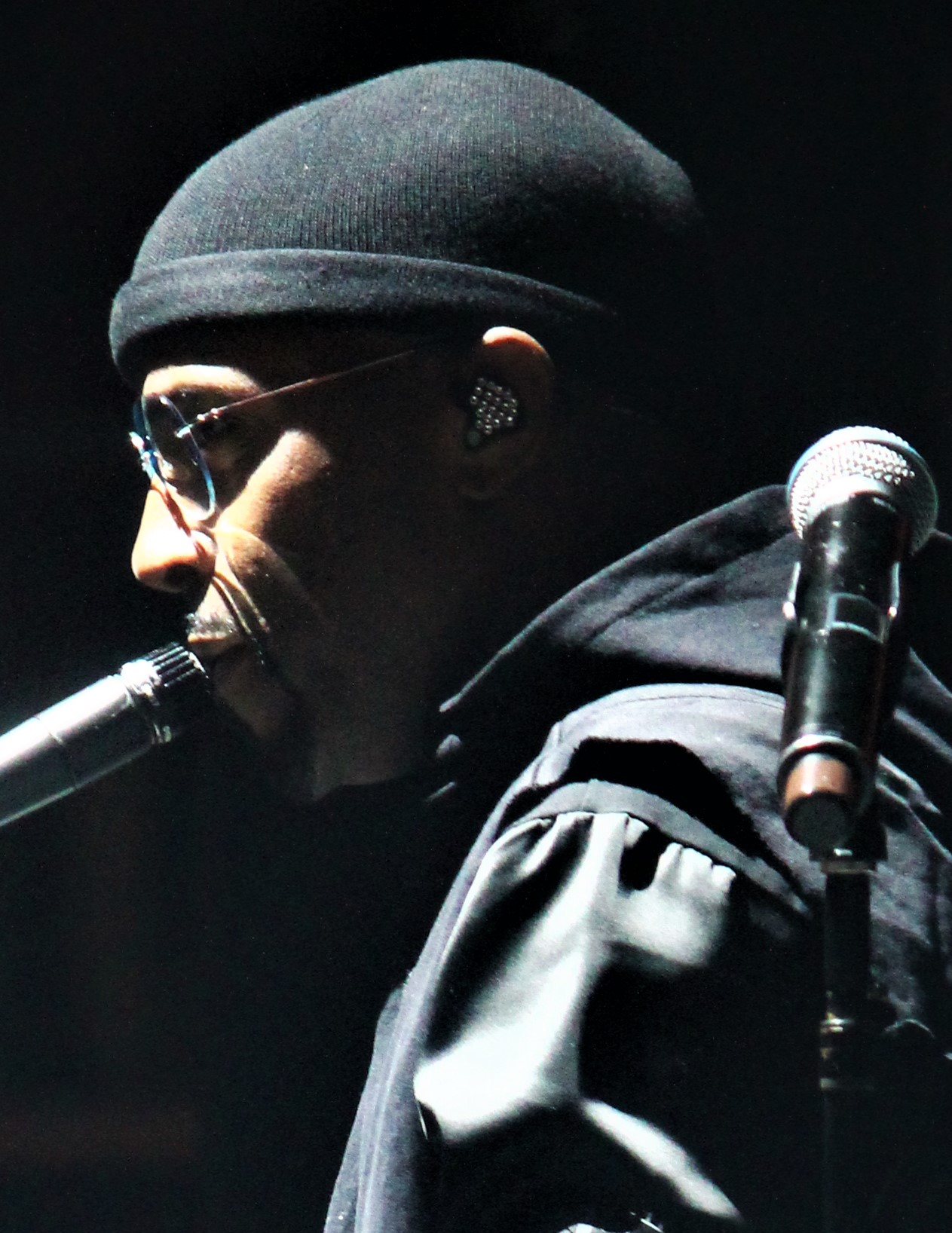
Teddy Riley, einer der Produzenten des Albums

Michael war stark in das Schreiben, die Komposition und die Produktion des neuen Materials involviert, während die Remixe von anderen Künstlern bearbeitet wurden. Das neue Material behandelte Themen, die er in seinen früheren Alben noch nicht angesprochen hatte, wie Drogenabhängigkeit, Untreue und Paranoia. Wie auch sein Vorgänger-Album spielte Michael selbst mehrere Instrumente. 
Die Songs Blood on the Dance Floor sowie Superfly Sister wurden ursprünglich für das Album Dangerous (1991) produziert, jedoch nicht auf diesem veröffentlicht. Der Titelsong Blood on the Dance Floor handelt von einer räuberischen Frau namens Susie, die Michael verführt, bevor sie plant, ihm in den Rücken zu stechen. Die Komposition umfasst eine Vielzahl von Genres, die von Dance und Funk bis hin zu New Jack Swing reichen.
Auch Morphine ist ein Outtake des Albums HIStory (1995). Es handelt von Drogensucht. Hintergrund ist die Zeit der Dangerous World Tour, während der erstmals Missbrauchsvorwürfe gegen ihn öffentlich wurden. Die damit verbundenen psychischen und physischen Belastungen führten zu einer Abhängigkeit von Schmerzmitteln, die schließlich eine Entzugstherapie erforderlich machte. Besonders bei diesem Song hervorzuheben ist die Mischung aus Rock und Funk sowie die Verwendung von Neuer Musik die ab der Mitte des Stückes plötzlich unvorhersehbar eintritt. Michael Jackson schrieb und produzierte den Song im Alleingang. Außerdem spielte er Instrumente wie Gitarre und Schlagzeug selbst ein.
Der Titel Ghosts war zum ersten Mal 1996 bei den Uraufführungen des Kurzfilms Ghosts in US-Kinos zu hören und weist ähnliche, zum Teil identische Liedtexte auf wie der Titel Is It Scary.
Auch Is It Scary – der Titel war bereits 1993 im Gespräch – sollte ursprünglich bereits auf dem HIStory-Album erscheinen. Vom Lied existieren mehrere offizielle Remixes, von denen einige Ende 1997 auf der geplanten Single Smile erscheinen sollten. Diese Veröffentlichung wurde im letzten Moment abgesagt, dennoch sind einige wenige Exemplare in Umlauf geraten, die in Sammlerkreisen hoch gehandelt werden. Andere Remixes erschienen auf zwei recht seltenen englischen 12″-Promos.
Kurzfassungen der Songs Ghosts und Is It Scary wurden 1997 nachträglich in den Kurzfilm Ghosts hineingemischt. Im Abspann des Films läuft Ghosts in einer etwas anderen Fassung als auf dem Album.
Die Remixes Money – Fire Island Radio Edit und 2 Bad – Refugee Camp Mix sind nur auf dieser Veröffentlichung zu finden. 
Auf der Single Blood on the Dance Floor erschienen auch Remixes des Songs Dangerous. Diese sollten ursprünglich bereits 1993 mit der geplanten, aber abgesagten Dangerous-Single auf den Markt kommen.

## Kritiken

### Zeitgenössische Kritiken
Das Album erhielt seinerzeit gemischte Kritiken. 
Neil Strauss von der New York Times bewertete das Album positiv und schrieb, es bringe Jackson zur Hälfte auf den Weg zu einem sehr interessanten Konzeptalbum. In den neuen Liedern seien echter Schmerz und Pathos spürbar; Jackson setze sich mit Schmerzmitteln, sexueller Freizügigkeit und seinem öffentlichen Image auseinander. In vielen Stücken wirke er wie der Elefantenmensch, der schreit, dass er ein Mensch sei. Musikalisch beschrieb Strauss das Werk als Industrial-Funk mit Beats wie berstende Metallplatten und Synthesizern, die zischen wie unter Druck stehendes Gas. Die Darbietung von Is It Scary verglich er positiv mit dem Stil von Marilyn Manson und hob die Liedzeile hervor: „If you want to see eccentric oddities, I'll be grotesque before your eyes“. Die Figur der Susie aus dem Titeltrack deutete er als Metapher für AIDS. Das Lied Morphine bezeichnete er als verstörend, da Jackson darin verführerisch aus der Perspektive der Droge selbst singe und dabei sanft intoniere.
Jim Farber von der New Yorker Daily News kritisierte das thematische Grundmuster des Albums, das sich seiner Ansicht nach erneut um Motive wie raubtierhafte Frauen, neidische Untergebene und die bösen Medien drehe. Er beschrieb Jacksons Auftreten als das eines machtlosen Milliardärs, der sich als Opfer stilisiere. Am Lied Blood on the Dance Floor bemängelte die gesangliche Darbietung sowie die musikalische Ausrichtung als kühl und pseudo-industriell. Auch die Stücke Ghosts und Is It Scary würden zwar klanglich neue Ansätze bieten, aber keine einprägsamen Melodien enthalten.
Thor Christensen von der Dallas Morning News hob hervor, dass sich mehrere Lieder um negative Erfahrungen mit Frauen drehen. Drei der fünf neuen Titel beschrieben gemeine, psychotische Ex-Liebhaberinnen. Das Lied Morphine bewertete er als eines der ambitioniertesten Werke Jacksons, lobte dessen industrielle Funk-Elemente, kritisierte jedoch den Bruch durch einen balladesken Mittelteil als stilistisch uneinheitlich.
Musikkritiker Adam Gilham hingegen zeigte sich gerade von dieser musikalischen Struktur von Morphine besonders beeindruckt und bezeichnete eine Sequenz darin als einen Moment absoluter Genialität.
Anthony Violenti von der Buffalo News beschrieb den Titelsong Blood on the Dance Floor als durchzogen von Teddy Rileys New-Jack-Swing-Klang und einem treibenden Techno-Beat. Zu den Liedern Superfly Sister, Ghosts und Is It Scary äußerte er sich kritisch und bezeichnete sie als programmierten Plastik-Soul, bei dem man sich frage, wie jemand mit Jacksons Talent solche Stücke produzieren könne. Morphine sei geprägt von weiteren synthetischen Beats und verliere sich rasch in einem nicht mehr unterscheidbaren Stil, der für Jacksons spätere Werke typisch geworden sei.
William Ruhlmann von AllMusic beschrieb den Titeltrack Blood on the Dance Floor als einen temporeichen Song in der zunehmend hysterischen Tradition von Billie Jean und Smooth Criminal, wobei Jackson keuchend, schnaufend und japsend über irgendeinen Unsinn über eine Messerstecherei singe – begleitet von einem ziemlich generischen elektronischen Dance-Track.
Stephen Thomas Erlewine, ebenfalls von AllMusic, bewertete das Album insgesamt negativ. Alle fünf neuen Stücke seien peinlich schwach, klängen müde, vorhersehbar und leblos. Den Titelsong bezeichnete er als eine düstere Neuauflage von Jam und Scream.
Chris Dickinson von der St. Louis Post-Dispatch bemerkte, dass Superfly Sister wie ein klassischer Michael-Jackson-Dance-Track daherkomme, bei dem Jackson und Bryan Loren alle Instrumente spielten. Blood on the Dance Floor sei definitiv ein Tanzalbum. Es sei nicht Thriller, nicht Bad und auch nicht Off the Wall und versuche es auch nicht zu sein.
Die Washington Post beschrieb Superfly Sister als Sex-Funk und fügte hinzu: Morphine, offenbar aus der Perspektive der Droge erzählt und mit dem Andrae Crouch-Chor sowie einem Orchester unterlegt, wechsle zwischen hartem Rock und opernhaftem Pop.
Die Virginian-Pilot gab dem Album eine positive Bewertung und äußerte, dass Morphine gespenstisch wie State of Shock klinge. Weiter hieß es: Scream Louder, ein Remix seines Duetts mit Schwester Janet, sei besser als das Original, weil es die übermächtigen Gitarrenklänge entferne.
Jae-Ha Kim von der Chicago Sun-Times stellte fest, dass Is It Scary eine dunklere Seite von Jackson zeige, als selbst die Boulevardzeitungen glauben machen wollen, und dass er mit dem hypnotischen Morphine wie ein verführerischer Vetter von Trent Reznor klinge.
Sonia Murray von The Atlanta Journal und The Atlanta Constitution vergab dem Album eine D-Bewertung und behauptete, dass Ghosts mit Funk hämmere, bis Jacksons schwacher Gesang einsetze. Sie beschrieb Morphine als ein überzogenes Rock-Gezische.
Die Cincinnati Post beschrieb den Titelsong Blood on the Dance Floor als schwache erste Single und als veralteten, abgenutzten Dance-Track, bewertete das Album insgesamt jedoch positiv. Besonders die Songs Ghosts und Is It Scary seien Beispiele für klassische Jackson-Paranoia.
Roger Catlin von der Hartford Courant betonte die Kombination von Ghosts und Is It Scary als besonders interessant, da Jackson darin diejenigen anspreche, die nur über ihn aus Boulevardzeitungen erfahren haben, und frage, ob er monströs wirke.

### Spätere Bewertung
Ein Jackson-Biograf, J. Randy Taraborrelli, nahm in seiner Biografie The Magic & the Madness eine retrospektive Analyse des Albums vor. Er schrieb, dass das Album Kick-ass Dance Remixes enthalten habe und mehrere andere Songs einprägsam seien. Allerdings sei die Sammlung in den USA kein Erfolg gewesen, da sie sowohl von Kritikern als auch von vielen Fans abgelehnt wurde, die verwirrt darüber waren, ob es sich um eine neue Veröffentlichung oder eine Art Hybrid-Kombination von Songs handelte. Taraborrelli meinte, dass Blood on the Dance Floor eines von Jacksons besten Liedern sei, doch das amerikanische Publikum mehr an den kontroversen Boulevardgeschichten über sein Privatleben interessiert war.
William Ruhlman von AllMusic stimmte zu, dass ein Teil des kommerziellen Misserfolgs in den USA auf das anhaltende öffentliche Interesse an Jacksons Privatleben zurückzuführen sei. Dennoch empfand er das Album künstlerisch als enttäuschend.
Im Jahr 2005 äußerte J. T. Griffith von AllMusic, dass Blood on the Dance Floor im Rückblick ein gutes Lied sei. Es sei eine zweitklassige Mischung aus Beat It und Thriller, aber Jacksons Fehltritte seien besser als die meisten Pop-Songs, die es gibt. Dieser Track zeige alle Markenzeichen des Künstlers: das ‚Oooh‘, die Grunzlaute und die funky Basslinien. Es sei schwer, Blood on the Dance Floor zu hören und nicht den Moonwalk zu machen oder wie ein Ghul zu tanzen.

## Singles
Der Titelsong Blood on the Dance Floor erreichte in mehreren Ländern Platz 1 der Charts.
| Jahr | Titel                    | Höchstplatzierung, Gesamtwochen, AuszeichnungChartplatzierungen (Jahr, Titel, , Platzierungen, Wochen, Auszeichnungen, Anmerkungen) | Höchstplatzierung, Gesamtwochen, AuszeichnungChartplatzierungen (Jahr, Titel, , Platzierungen, Wochen, Auszeichnungen, Anmerkungen) | Höchstplatzierung, Gesamtwochen, AuszeichnungChartplatzierungen (Jahr, Titel, , Platzierungen, Wochen, Auszeichnungen, Anmerkungen) | Höchstplatzierung, Gesamtwochen, AuszeichnungChartplatzierungen (Jahr, Titel, , Platzierungen, Wochen, Auszeichnungen, Anmerkungen) | Höchstplatzierung, Gesamtwochen, AuszeichnungChartplatzierungen (Jahr, Titel, , Platzierungen, Wochen, Auszeichnungen, Anmerkungen) | Höchstplatzierung, Gesamtwochen, AuszeichnungChartplatzierungen (Jahr, Titel, , Platzierungen, Wochen, Auszeichnungen, Anmerkungen) | Anmerkungen                                                         |
| Jahr | Titel                    | DE | AT | CH | UK | US | R&B | Anmerkungen                                                         |
| ---- | ------------------------ | --- | --- | --- | --- | --- | --- | ------------------------------------------------------------------- |
| 1997 | Blood on the Dance Floor | DE5 Gold · (14 Wo.)DE | AT9 (12 Wo.)AT | CH5 (18 Wo.)CH | UK1 Silber · (13 Wo.)UK | US42 (11 Wo.)US | R&B19 (13 Wo.)R&B | Erstveröffentlichung: 1. Mai 1997                                   |
| 1997 | HIStory/Ghosts           | DE14 (20 Wo.)DE | AT36 (2 Wo.)AT | CH16 (16 Wo.)CH | UK5 (9 Wo.)UK | — | — | Erstveröffentlichung: 30. Juli 1997 nicht in den USA veröffentlicht |

### Jahrescharts
| ChartsJahrescharts (1997) | Platzierung |
| ------------------------- | ----------- |
| Deutschland (GfK)         | 92          |
| Schweiz (IFPI)            | 41          |

| ChartsJahrescharts (1997) | Platzierung |
| ------------------------- | ----------- |
| Deutschland (GfK)         | 58          |

## Kommerzieller Erfolg

### Chartplatzierungen
| ChartsChartplatzierungen           | Höchstplatzierung | Wochen |
| ---------------------------------- | ----------------- | ------ |
| Deutschland (GfK)                  | 2 (38 Wo.)        | 38     |
| Österreich (Ö3)                    | 2 (16 Wo.)        | 16     |
| Schweiz (IFPI)                     | 2 (23 Wo.)        | 23     |
| Vereinigte Staaten (Billboard)     | 24 (9 Wo.)        | 9      |
| Vereinigte Staaten (Billboard R&B) | 12 (10 Wo.)       | 10     |
| Vereinigtes Königreich (OCC)       | 1 (16 Wo.)        | 16     |

| ChartsJahrescharts (1997)    | Platzierung |
| ---------------------------- | ----------- |
| Deutschland (GfK)            | 19          |
| Österreich (Ö3)              | 20          |
| Schweiz (IFPI)               | 17          |
| Vereinigtes Königreich (OCC) | 70          |

### Auszeichnungen für Musikverkäufe
Das Album verkaufte sich weltweit mehr als sechs Millionen Mal.
| Land/Region                  | Auszeichnungen für Musikverkäufe (Land/Region, Auszeichnung, Verkäufe) | Verkäufe  |
| ---------------------------- | ---------------------------------------------------------------------- | --------- |
| Australien (ARIA)            | Platin                                                                 | 70.000    |
| Belgien (BRMA)               | Platin                                                                 | (50.000)  |
| Dänemark (IFPI)              | 2× Platin                                                              | (80.000)  |
| Deutschland (BVMI)           | Gold                                                                   | (250.000) |
| Europa (IFPI)                | 2× Platin                                                              | 2.000.000 |
| Finnland (IFPI)              | Gold                                                                   | (23.000)  |
| Frankreich (SNEP)            | Platin                                                                 | (300.000) |
| Hongkong (IFPI/HKRIA)        | Platin                                                                 | 20.000    |
| Italien (FIMI)               | Gold                                                                   | (30.000)  |
| Japan (RIAJ)                 | Gold                                                                   | 100.000   |
| Kanada (MC)                  | Gold                                                                   | 50.000    |
| Neuseeland (RMNZ)            | Platin                                                                 | 15.000    |
| Niederlande (NVPI)           | Platin                                                                 | (100.000) |
| Norwegen (IFPI)              | Platin                                                                 | (50.000)  |
| Österreich (IFPI)            | Gold                                                                   | (25.000)  |
| Polen (ZPAV)                 | Gold                                                                   | (50.000)  |
| Schweiz (IFPI)               | Platin                                                                 | (50.000)  |
| Spanien (Promusicae)         | Platin                                                                 | (100.000) |
| Vereinigte Staaten (RIAA)    | Platin                                                                 | 1.000.000 |
| Vereinigtes Königreich (BPI) | Platin                                                                 | (300.000) |
| Insgesamt                    | 7× Gold · 15× Platin ·                                                 | 3.255.000 |

Hauptartikel: Michael Jackson/Auszeichnungen für Musikverkäufe

## Videos
- Der reguläre Videoclip des Liedes Blood on the Dance Floor wurde kommerziell erst 2003 auf der Kompilations-DVD Number Ones veröffentlicht. Einige der nicht verwendeten Aufnahmen wurden für den Videoclip des Refugee Camp Mix-Remix verwendet. Dieser musikalisch stark abweichende Clip wurde bereits 1997 auf der Videokassette HIStory on Film Vol. 2 bzw. 1998 auf DVD veröffentlicht.
- Zum Lied Ghosts existierte zunächst kein Videoclip. Im gleichnamigen Kurzfilm Ghosts stand zunächst der Song 2 Bad im Vordergrund und nicht Ghosts. Die Songs Ghosts und Is It Scary wurden erst 1997 nachträglich in den Film hineingemischt. Eine Montage aus verschiedenen Sequenzen des gesamten Films diente dann als Videoclip zum Song Ghosts. Käuflich zu erwerben war dieser Clip erst nach Jacksons Tod auf dem DVD-Set Michael Jackson's Vision.